# المحرق (المضاربة والعارة)

تعديل مصدري - تعديل

المحرق هي إحدى قرى عزلة العارة بمديرية المضاربة والعارة التابعة لمحافظة لحج، بلغ تعداد سكانها 50 نسمة حسب تعداد اليمن لعام 2004.